# گل‌تاجی‌ها
گل‌تاجی‌ها (نام علمی: Tiarella) یا نام فوم‌گل‌ها، سرده‌ای از گیاهان گل‌دار از خانواده خاراشکنیان است. نام عمومی Tiarella به معنای «تاج کوچک» یا «عمامه کوچک» است که شکل کپسول دانه را نشان می‌دهد. در سرتاسر جهان هفت گونه وجود دارد که یک گونه در شرق آسیا و یک گونه در غرب آمریکای شمالی، به علاوه پنج گونه در شرق آمریکای شمالی وجود دارد. تا اکتبر ۲۰۲۲، آرایه‌شناسی گل‌تاجی‌ها در شرق آمریکای شمالی در حال تغییر است.

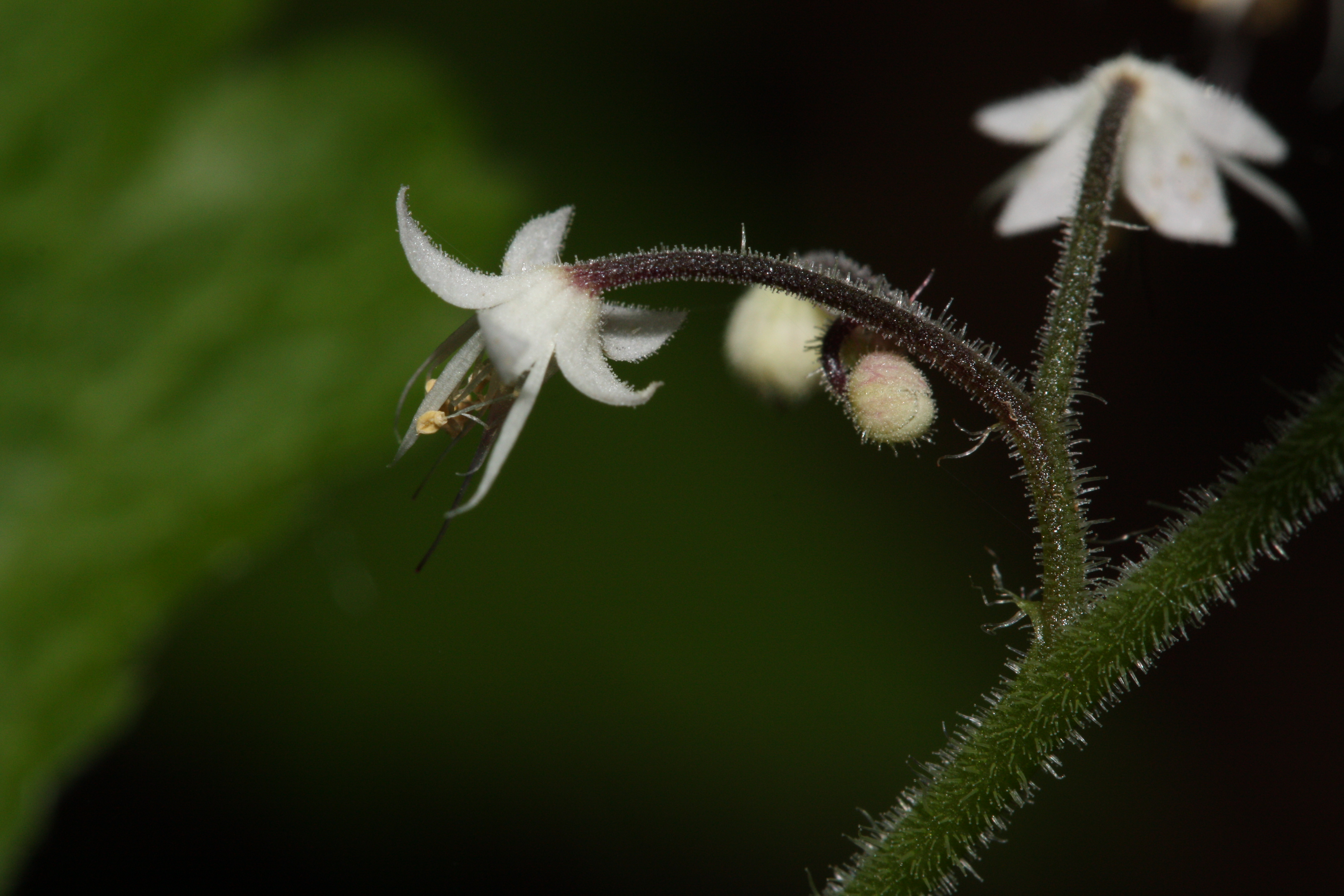
گل Tiarella trifoliata (23 ژوئن)

گیاهانی از جنس Tiarella گیاهانی چند ساله و علفی با ریزوم‌های کوتاه و باریک هستند. سه ویژگی ریخت‌شناسی برای تشخیص گونه‌های گل‌تاجی Tiarella استفاده می‌شود: ۱) داشتن یا نداشتن دستک (استولون)؛ ۲) اندازه و شکل برگ‌های پایه و ۳) داشتن یا نداشتن برگ‌های ساقه (که به آن برگ‌های کولین نیز می‌گویند). دو گونه از گل‌تاجی دستک دارند (گل تاجی T. austrina, T. stolonifera) در حالی که دو گونه دیگر دارای برگ‌های ساقه‌ای هستند (T. nautila, T. austrina). گیاهانی از کوه‌های بلو ریج جنوبی و جنوب دارای برگ‌های قاعده‌ای نسبتاً بزرگ با لوب انتهایی گسترده هستند (T. austrina, T. nautila, T. wherryi).
گل‌تاجی‌ها (Tiarella) بومی آسیا و آمریکای شمالی است. وارد نروژ شده‌است.